# Смрча
Смрча, чечар или смрека (Picea) род је зимзелених четинара. Обухвата око 35 врста. На просторима западне Србије и источне Босне расте ендемична врста смрче — Панчићева оморика. У планинама западне Шведске, научници су пронашли дрво европске смрче (Picea abies) чија је старост 9.550 година и за које се верује да представља најстарије познато живо дрво на свету.

## Класификација
ДНК анализе су показале да су традиционалне класификације засноване на морфологији иглица и шишарки вештачке. Једно недавно истраживање утврдило је да P. breweriana има базални положај, праћен P. sitchensis, а остале врсте су даље подељене у три кладе, што сугерише да је Picea пореклом из Северне Америке. Смрека је пронађена у фосилним записима из ране креде, од пре 136 милиона година.

### Попис врста
Европска смрча


Жалосна смрча

Енгелманова смрча

Бела смрча

Црна смрча

Панчићева оморика (Picea omorika)
Кавкаска смрча
Бодљива смрча

Ситканска смрча

Основне врсте
У свету постоји тридесет пет врста врста смреке. Листа биљака има 59 прихваћених имена смреке.
| Клада | Опис | Слика | Шишарка | Латинско име | Уобичајено име                 | Распрострањење                                                                                                  |
| ----- | --- | ----- | ------- | ------------ | ------------------------------ | --- |
| Клада | Северна и западна Северна Америка, у тајгама или високим планинама                                                |       |         |              | Бруова смрча                   | Кламат планине, Северна Америка,; локални ендем                                                                 |
| Клада | Северна и западна Северна Америка, у тајгама или високим планинама                                                |       |         |              | Ситкина смрча                  | Пацифичка обала Северне Америке; највећа врста висока до 95 ; значајна за шумарство                             |
| Клада | Северна и западна Северна Америка, у тајгама или високим планинама                                                |       |         |              | Енгелманова смрча              | Западне планине Северне Америке; значајна за шумарство                                                          |
| Клада | Северна и западна Северна Америка, у тајгама или високим планинама                                                |       |         |              | Бела смрча                     | Север Северне Америке; значајна за шумарство                                                                    |
| Клада | Широм Азије, углавном у планинским пределима, неколико издвојених популација на вишим надморским висинама Мексика |       |         |              | Саргентова смрча               | Југозападна Кина                                                                                                |
| Клада | Широм Азије, углавном у планинским пределима, неколико издвојених популација на вишим надморским висинама Мексика |       |         |              | Чивававска смрча               | Северозападни Мексико (ретка)                                                                                   |
| Клада | Широм Азије, углавном у планинским пределима, неколико издвојених популација на вишим надморским висинама Мексика |       |         |              | Бурманска смрча                | Североисточна Мјанмар, југозападна Кина (планине)                                                               |
| Клада | Широм Азије, углавном у планинским пределима, неколико издвојених популација на вишим надморским висинама Мексика |       |         |              | Ликијангска смрча              | Југозападна Кина                                                                                                |
| Клада | Широм Азије, углавном у планинским пределима, неколико издвојених популација на вишим надморским висинама Мексика |       |         |              | Мартинезова смрча              | Североисточни Мексико (вно ретка, угрожена)                                                                     |
| Клада | Широм Азије, углавном у планинским пределима, неколико издвојених популација на вишим надморским висинама Мексика |       |         |              | Максимовичова смрча            | Јапан (ретка, на планинама)                                                                                     |
| Клада | Широм Азије, углавном у планинским пределима, неколико издвојених популација на вишим надморским висинама Мексика |       |         |              | Тајванска смрча                | Тајван (високе планине)                                                                                         |
| Клада | Широм Азије, углавном у планинским пределима, неколико издвојених популација на вишим надморским висинама Мексика |       |         |              | Вајчова смрча                  | Северозападна Кина (ретка, угрожена)                                                                            |
| Клада | Широм Азије, углавном у планинским пределима, неколико издвојених популација на вишим надморским висинама Мексика |       |         |              | Кавкаска или оријентална смрча | Кавказ, североисточна Турска                                                                                    |
| Клада | Широм Азије, углавном у планинским пределима, неколико издвојених популација на вишим надморским висинама Мексика |       |         |              | Смрча пурпурних шишарки        | Западна Кина |
| Клада | Широм Азије, углавном у планинским пределима, неколико издвојених популација на вишим надморским висинама Мексика |       |         |              | Шренкова смрча                 | Планине централне Азије                                                                                         |
| Клада | Широм Азије, углавном у планинским пределима, неколико издвојених популација на вишим надморским висинама Мексика |       |         |              | Моринда смрча                  | Западни Хималаји, источни Авганистан, северна И северозападна Индија                                            |
| Клада | Широм Азије, углавном у планинским пределима, неколико издвојених популација на вишим надморским висинама Мексика |       |         |              | Сикимска смрча                 | Североисточна Индија (Сиким), источниХималаји                                                                   |
| Клада | Широм Азије, углавном у планинским пределима, неколико издвојених популација на вишим надморским висинама Мексика |       |         |              | Тигрорепна смрча               | Јапан |
| Клада | Широм Азије, углавном у планинским пределима, неколико издвојених популација на вишим надморским висинама Мексика |       |         |              | Вилсонова смрча                | Западна Кина |
| Клада | Европа, Азија и Северна Америка, углавном у бореалним шумама или планинским пределима                             |       |         |              | Норвешка смрча                 | Европа; значајна за шумарство, оригинално Божићно дрво                                                          |
| Клада | Европа, Азија и Северна Америка, углавном у бореалним шумама или планинским пределима                             |       |         |              | Алкокова смрча                 | Централни Јапан (планине)                                                                                       |
| Клада | Европа, Азија и Северна Америка, углавном у бореалним шумама или планинским пределима                             |       |         |              | Змајева смрча                  | Западна Кина; неколико варијетета                                                                               |
| Клада | Европа, Азија и Северна Америка, углавном у бореалним шумама или планинским пределима                             |       |         |              | Ћингхајска смрча               | Кина |
| Клада | Европа, Азија и Северна Америка, углавном у бореалним шумама или планинским пределима                             |       |         |              | Гленова смрча                  | Северни Јапан, Сахалин                                                                                          |
| Клада | Европа, Азија и Северна Америка, углавном у бореалним шумама или планинским пределима                             |       |         |              | Језовска смрча                 | Североисточна Азија, Камчатка, јужно до Јапана                                                                  |
| Клада | Европа, Азија и Северна Америка, углавном у бореалним шумама или планинским пределима                             |       |         |              | Корејска смрча                 | Кореја, североисточна Кина                                                                                      |
| Клада | Европа, Азија и Северна Америка, углавном у бореалним шумама или планинским пределима                             |       |         |              | Којамина смрча                 | Јапан (планине)                                                                                                 |
| Клада | Европа, Азија и Северна Америка, углавном у бореалним шумама или планинским пределима                             |       |         |              | Црна смрча                     | Север Северне Америке                                                                                           |
| Клада | Европа, Азија и Северна Америка, углавном у бореалним шумама или планинским пределима                             |       |         |              | Мејерова смрча                 | Северна Кина (од унутрашње Монголије до Гансуа)                                                                 |
| Клада | Европа, Азија и Северна Америка, углавном у бореалним шумама или планинским пределима                             |       |         |              | Сибирска смрча                 | Северна Скандинавија, Сибир; често третирана као варијанта (а с њом хибридизира), иако имају различите шишарке) |
| Клада | Европа, Азија и Северна Америка, углавном у бореалним шумама или планинским пределима                             |       |         |              | Панчићева оморика              | Србија и Босна; локални ендем; значајна у хортикултури                                                          |
| Клада | Европа, Азија и Северна Америка, углавном у бореалним шумама или планинским пределима                             |       |         |              | Плава или колорадска смрча     | Стеновите планине, Северна Америка; значајна у хортикултури                                                     |
| Клада | Европа, Азија и Северна Америка, углавном у бореалним шумама или планинским пределима                             |       |         |              | Смрча зерлрног змаја           | Кина |
| Клада | Европа, Азија и Северна Америка, углавном у бореалним шумама или планинским пределима                             |       |         |              | Црвена смрча                   | Север Северне Америке; значајна у шумарству, позната и као за израду музичких инструмената                      |

## Распрострањење
Расте у Северној Европи, те планинским пределима Средње и Јужне Европе. Узгаја се и изван природних станишта, јер брзо расте, даје квалитетно дрво те за добијање божићних стабала.

## Изглед
Смрека је до 50  високо дрво и до 2  дебело. Дебло је витко и равно, пунодивно, пречника до 1 . Доње гране су према доле савинуте. Крошња је купаста и широка или ступаста. Гране су пршљенасто распоређене и већином сабљасто закривљене. Кора је танка, на младим стаблима глатка, сивозелена, а на старим стаблима мркоцрвена. Распуцава се у облику округластих љусака. Пупољци су јајасто заоштрени, мрке боје и без смоле.
Коренски систем је плитак, тањираст, површински без средишњег корена, али са бројним бочним коренима, због чега пати од ветроизвала. На корену је развијена ектотрофна микориза. Иглице су равномерно спирално распоређене, ромбичног попречног пресека, са пругама пучи на све стране. При врху су зашиљене, дуге око 25 , а широке око 1 . Само су одозго рашчешљане. Мушки цватови су у облику ситних шишарки, дуги око 2 , а женски до 5  дуги, усмерени према горе. И једни и други су гримизно црвени.
Шишарке су висеће. Пре сазревања су претежно зелене или црвене. У стадијуму зрења су смеђе, до 18  дуге и 4  у пречнику. Након сазревања и испадања семена, шишарке отпадају. Плодне љуске су ромбичне, горе сужене и прикраћене. Слеме клија с 5-10 супки, које су трокутастог пресека. Дуго је 4–5 . Постоји велик број форми, које природно расту у шумама или се узгајају у насадима. Гранчице су танке до 50  дугачке, и висеће.

## Еколошки захтеви
Смрча је полусенска врста, која не подноси сену дрвећа густих крошања. Врх њене крошње мора бити осветљен макар подневним зракама сунца. Пострану сену добро подноси. Добро подноси мраз. На Игману успева у типичним мразиштима на Малом и Великом пољу. Разликују се њена два екотипа (физиолошке расе) с обзиром на отпорност према мразу: рана или горска смрча, и касна или низинска смрча. За пошумљавање мразишта треба користити касну смрчу. Смрчи погодују зимске хладноће континенталне и планинске климе. Избегава подручја с благим зимама, односно крајеве са океанском климом. Врло је отпорна на зимске студени. Воли подручја с пуно падавина од којих значајан део отпада на снег. Не воли ниску релативну влагу ваздуха. Врло је осетљива на летње суше, када смањује прираст. Једна је од најприлагодљивијих врста и лако се узгаја и изван граница природног распростирања. Према тлу нема великих захтева. Најбоље успева у свежим и дубоким тлима, на иловастим, пешчаним и рахлим земљиштима горског и субалпског појаса. Расте и на подзолима. У сувим и екстремно влажним успева знатно слабије. Изискује хладнију и влажнију климу. Заступљена је у чистим или мешаним ацидофилним шумама.
Јавља се у бројним заједницама у вези са Piceion excelsae Pawl. Развија типичан коренски систем с понирућим коренима, који продиру и преко два метра у дубину. У 1  има око 180.000 семена. Стабла на осами рађају семеном између 30-50 , а у заједници између 60 и 70 . У нижим положајима рађа обилно семеном сваке 3-4 године, а у вишим сваких 7-12 година. У првим годинама живота расте полагано, а након 5-10 године брже. У најбољим шумама њен висински прираст износи и преко 0,5  годишње. Доста је осетљива на штеточине и болести, ако расте сама. Ако је њен удео у шуми мањи од 60% тада је опасност знатно мања. Препоручује се сађење с домаћим листопадним дрвећем, црвеним храстом, те четинарима. Врло је погодна врста за добијање биомасе.

## Галерија
- Picea omorika
- кора смрче
- шишарка смрче
- Picea abies
- Picea koyamai